# Aérodrome de Mezőkövesd
L’aéroport de Mezőköved (hongrois : Mezőkövesdi Klementina repülőtér) est une ancienne base militaire soviétique située près de Mezőkövesd, comitat Borsod-Abaúj-Zemplén, Hongrie. Il possède la deuxième plus longue piste de Hongrie derrière celle de Budapest. 

## Histoire
L'aéroport a été construit au début des années 1950 sur le territoire de la latifundia nommée Klementina. C'est d'ailleurs pourquoi l'aéroport a pris ce nom. Au sein du Pacte de Varsovie, cette base aérienne était sous le contrôle de l'armée soviétique et était en quelque sorte une réserve jusque dans les années 1980. Il a ensuite plusieurs fois changé de propriétaire mais aucun n'a pris l'initiative d'une rénovation complète. Malgré les bonnes dimensions de la piste (3500x21), elle est inutilisable pour des avions importants.

## Situation
| \| 50 km1:5 636 000 \| Fertőszentmiklós Győr-Pér Siófok-Kiliti Szeged Hévíz-Balaton Budapest-Ferenc Liszt Debrecen Pécs-Pogány Kecskemét |
| 50 km1:5 636 000 |